# معاوية بن قرة المزني
معاوية بن قرة المزني، أبو إياس البصري، تابعي مُحدَّث ثقة، روى له الجماعة، ولد في عام 36 هـ يوم معركة الجمل، وتوفي في عام 113 هـ. وهو والد القاضي إياس بن معاوية المزني.

## سيرته
اسمه معاوية بن قرة بن إياس بن هلال بن رئاب المزنى، وكنيته أبو إياس، من قبيلة مزينة، ولد في عام 36 هـ يوم معركة الجمل، وعاش في البصرة، وأدرك أكثر من سبعين الصحابة، منهم 25 من قبيلته مزينة، قال: «أدركت سبعين من الصحابة، لو خرجوا فيكم اليوم، ما عرفوا شيئا مما أنتم فيه إلا الأذان.»، مات هو ابن ست وسبعين سنة.

## روايته للحديث النبوي
- روى عن: والده قرة بن إياس المزني، وعن عبد الله بن مغفل، وعلي بن أبي طالب إن صح إسناده، وعبد الله بن عمر بن الخطاب، ومعقل بن يسار، وأبي أيوب الأنصاري، وأبي هريرة، وعبد الله بن عباس، وعائد بن عمرو المزني، والحسن بن علي، وأنس بن مالك، وعبيد بن عمير الليثي، وكهمس صاحب عمر.
- روى عنه: إياس بن معاوية المزني، ومنصور بن زاذان، وقتادة بن دعامة، ومطر الوراق، وثابت البناني، وزيد العمي، وعروة بن عبد الله بن قشير، ومعلى بن زياد، وخالد بن ميسرة، وخالد بن أبي كريمة، وبسطام بن مسلم، وخالد الحذاء، وقرة بن خالد، وشعبة بن الحجاج، والقاسم الحداني، ومالك بن مغول، وحماد بن يحيى الأبح، وأبو عوانة، وحفيده المستنير بن أخضر بن معاوية، وشهر بن حوشب.
- الجرح والتعديل: وثقه يحيى بن معين، والعجلي، وأبو حاتم الرازي، ومحمد بن سعد البغدادي، والنسائي،[1] وقد وصفه أبو نعيم الأصبهاني بقوله: «البسام في النهار؛ والبكاء في الأسحار.» حلية الأولياء. وقال الذهبي: «كان معاوية بن قرة من جلة علماء التابعين بالبصرة». وذكره ابن حبان في كتاب الثقات.[4]

## وصلات خارجية
- تحفة الأشراف بمعرفة الأطراف، للمزي، باب .إياس بن معاوية بن قرة المزني.